# Siège de Fort Texas
Guerre américano-mexicaine
Batailles
Opérations le long du Río Grande
- Fort Texas
- Palo Alto
- Resaca de la Palma

La révolte de Taos
- Cañada
- Mora
- Embudo Pass
- Pueblo de Taos

Campagne de Californie
- Santa Fe
- San Pasqual
- Rio San Gabriel
- La Mesa

Campagne du Nord de Taylor
- Monterrey
- Buena Vista

Campagne de Scott
- Veracruz
- Cerro Gordo
- Contreras
- Churubusco
- Molino del Rey
- Chapultepec
- Mexico

Siège de Puebla
- Siège de Puebla
- Bataille de Huamantla

Campagne de la côte Pacifique
- Guaymas
- Mulege
- Punta Sombrero
- Mazatlán
- La Paz
- Palos Prietos et Urias
- San José del Cabo
- Siège de La Paz
- Affaire à Guaymas
- San Blas
- Manzanillo
- San José del Cabo
- Cochorio
- Bocachicacampo
- Todos Santos

Le siège de Fort Texas est l'un des premiers engagements de la guerre américano-mexicaine. Cette bataille est aussi connue sous le nom de siège de Fort Brown, ce qui n'est pas absolument correct – le nom de Fort Brown lui sera donné après la bataille qui vit la mort du commandant du fort, le major Jacob Brown, qui fut l'une des deux victimes du bombardement mexicain lors du siège.

## Contexte

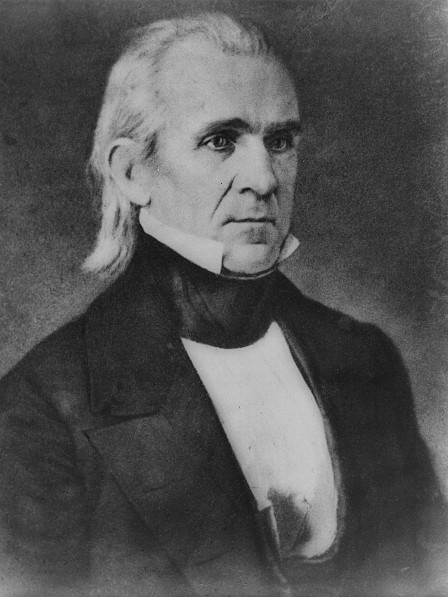
Le Président James Knox Polk

À Washington, le président James Knox Polk est un chantre de la conquête de l'Ouest et veut voir se réaliser la « Destinée manifeste » des États-Unis. En février 1846, il ordonne l'envoi des troupes, sur le Río Grande pour faire pression sur le gouvernement mexicain.
En mars 1846, 3 000 hommes sous le commandement du général Zachary Taylor traversent le rio Nueces et avancent vers la rive nord du Río Grande. Arrivé sur la berge, le général ordonne une halte sur une péninsule dans un tournant du fleuve, juste en face de Matamoros. Le 27 mars 1846, les troupes américaines commencent la construction d'une fortification en étoile faite de murailles de terre qu'elles nomment simplement "Fort Texas". 
Dans leur fort, les troupes américaines paradent, roulements de tambours, drapeaux et bannières s'agitent et une fanfare joue des airs martiaux alors que les Mexicains de l'autre côté du fleuve les regardent faire. Les spectateurs ressentent sans doute un certain malaise en imaginant ce qu'on peut attendre d'une troupe étrangère stationnée à un jet de pierre de leurs foyers et de l'armée mexicaine forte de 5 000 hommes commandée par le général Francisco Mejía.
Mejía envoie rapidement un message à Taylor, il proteste contre la présence de troupes américaines sur le sol mexicain. Taylor lui répond que son armée est ici sur un territoire appartenant de plein droit aux États-Unis. Au cours des semaines suivantes, des notes de plus en plus insistantes demandent à Taylor et ses hommes de se retirer, mais toutes reçoivent la même réponse.
Les troupes américaines mettent à profit les semaines qui s'écoulent pour construire "Fort Texas". Sous la conduite du capitaine du Génie Joseph K. F. Mansfield, ils construisent une structure en terre constituée de murs de 4,50 m disposés en étoile à six branches. Les hommes travaillent la boue, la foulant et la disposant en murs de 3 m  de haut. Ils creusent un fossé de 2,50 m de profondeur et de 5 à 6 m de large autour des murailles. Un pont-levis et une porte sont placés à la seule entrée du fort.
Quand il sera terminé, le fort formera un rempart sur chacune des six branches de l'étoile au bout desquelles on placera des canons qui pourront faire face à une attaque d'où qu'elle vienne, y compris des canons situés sur l'autre rive du Río Grande. Des sacs de sable empilés autour des fûts les protègent des boulets.
Les Mexicains ne restent pas non plus bras ballants, ils renforcent les défenses de Matamoros, ses forts et les emplacements de ses canons. L'un des forts de cette époque, la Casamata, existe toujours et est devenue un musée d'histoire mexicain.
La fièvre guerrière emplit l'air. Chacun s'attend à recevoir le feu de l'ennemi mais nul ne sait où et quand.
Des rumeurs indiquent que l'armée mexicaine va traverser le Río Grande, des rumeurs justifiées car le nouveau commandant mexicain le général Mariano Arista, y songe justement. Il craint que Matamoros ne puisse résister à un siège si, comme il s'y attend, les troupes américaines attaquent. Arista décide de prendre l'initiative.

## L'affaire Thornton
L'affaire Thornton est le casus belli de cette guerre. Zachary Taylor envoie une patrouille de 63 dragons le long du Río Grande afin de détecter toute tentative de traversée de l'armée mexicaine vers Fort Texas. Le 25 avril 1846, les dragons, commandés par le capitaine Seth Thornton, arrivent par une ouverture dans un champ entouré d'une brousse épaisse au Ranchos Carricitos. Les soldats se dirigent vers les bâtiments quand 2 000 cavaliers mexicains commandés par le général Anastasio Torrejon apparaissent, leur coupant toute retraite. Des coups sont tirés alors que les soldats américains tentent une charge désespérée avant de galoper dans toutes les directions pour échapper au feu ennemi.
Le feu ne dure pas très longtemps, onze soldats américains gisent à terre et la plupart des autres sont capturés y compris Joseph Hardee qui deviendra plus tard un général confédéré. Mais au moins un homme parvient à s'enfuir et rejoint Fort Texas avec les nouvelles de l'anéantissement de la patrouille. Dès lors le président Polk tient la provocation qu'il cherchait pour déclarer la guerre au Mexique et dont le Congrès des États-Unis sera bientôt saisi. Les travaux pour achever Fort Texas redoublent.

## Le dilemme
Au début mai, le capitaine des Texas Rangers Sam Walker, qui patrouille pour le général Taylor, lui rapporte de mauvaises nouvelles. Des milliers de Mexicains menés par le général Mariano Arista traversent le Río Grande et seront bientôt en mesure d'empêcher tout ravitaillement de Fort Texas qui arrive depuis Port Isabel sur la côte du Golfe du Mexique.
Face à ce dilemme, Taylor divise ses forces. Il marche avec la plus grande partie de ses troupes vers la côte, laissant 500 hommes et de l'artillerie au fort, dans l'espoir qu'ils puissent résister à l'attaque. Cette stratégie semble fonctionner, la traversée de l'armée mexicaine a été retardée, permettant aux forces de Taylor d'éviter une confrontation directe. Se déplaçant de nuit, Taylor rejoint sans encombre Port Isabel où les soldats commencent à renforcer les fortifications et remplir les chariots destinés au ravitaillement de Fort Texas.
Mariano Arista décide d'assiéger Fort Texas, il pense que 500 hommes, encombrés d'une centaine de femmes et d'enfants, de soldats blessés et de prisonniers mexicains, ne résisteront pas longtemps. Les troupes américaines de Port Isabel devront tenter de leur venir en aide et lorsqu'elles le feront, Arista leur tombera dessus en terrain découvert.

## Le siège

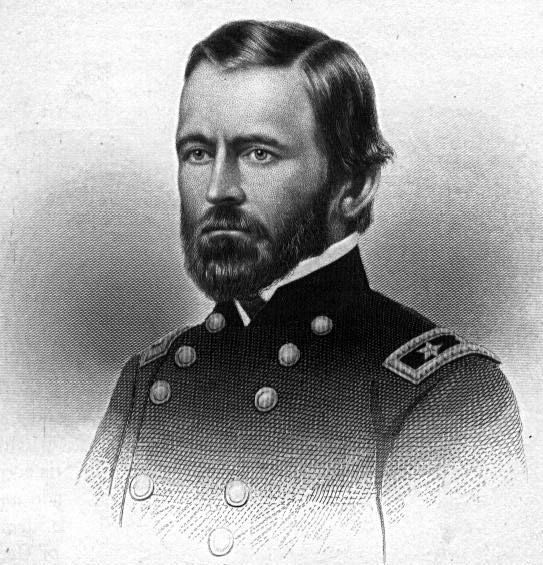
Ulysses S. Grant

Le 3 mai, les Mexicains commencent le bombardement de Fort Texas. Les forces américaines répondent avec leur artillerie et détruisent deux pièces d'artillerie sur l'autre rive du Río Grande, obligeant les Mexicains à déplacer plusieurs de leurs batteries. Fort Texas fait pleuvoir les projectiles de ses canons sur le centre de Matamoros. Les Mexicains répondent avec un feu redoublé. Le grondement de la bataille est si intense qu'à des kilomètres de là, il est entendu par les troupes de Zachary Taylor sur la côte. Décontenancé et inexpérimenté, Ulysses S. Grant, écrira plus tard, « …pour un jeune second lieutenant qui comme moi n'avait jamais entendu auparavant le feu des canons ennemis, je regrettais alors de m'être engagé. »
Taylor est déchiré, il craint que Fort Texas ne puisse résister à l'assaut et que même s'il le peut, il ne pourra renforcer suffisamment les fortifications de Port Isabel avant d'aller au secours du fort. Il envoie quelques éclaireurs à Fort Texas afin d'estimer combien de temps il tiendra. Un seul atteint le fort, le capitaine Sam Walker, des Texas Rangers, qui apprend que les murailles de boue de Fort Texas résistent bien au bombardement mexicain. Les boulets de canon qui frappent les murailles inclinées ont tendance à rouler au loin au lieu d'exploser. Les défenseurs, commandés par le Major Jacob Brown, sont optimistes, ils tiendront jusqu'au retour de Taylor.
Même sous le feu des canons ennemis les soldats continuent la construction du fort. Ils ont même terminé le sixième mur ainsi que le pont-levis et la porte du fort. Le sergent Horace B. Weigert est la première victime, touché alors qu'il travaille à la construction du dernier mur.

### 4 mai
Le jour suivant, le 4 mai, à 4 heures du matin, l'éclaireur Sam Walker tente de rejoindre Port Isabel pour faire son rapport à Taylor, mais il lui est impossible de franchir les lignes mexicaines et rentre au fort. L'armée mexicaine poursuit le bombardement du fort jusque tard dans la nuit. Fort Texas répond en prenant soin d'économiser ses munitions. À la tombée de la nuit, Sam Walker tente une nouvelle sortie. Les soldats du fort entendent un coup de feu, puis plus rien. 

### 5 mai
Le bombardement mexicain reprend le 5 mai avant le lever du soleil. La plupart des boulets ne causent que peu de dommages même si quelques-uns atterrissent à l'intérieur des fortifications.
Avec les murailles, les soldats ont construit des traverses. Ces longs tunnel font environ 80 cm de large et offrent un passage couvert entre les différents points du fort. Construits avec des barils qui font office de parois et des planches comme toit, les traverses sont couvertes de 30 cm de boue et offrent un abri sûr aux défenseurs qui ne sont pas de garde sur les murailles.
Les hommes du fort, s'ils sont relativement à l'abri des canons mexicains, voient arriver une nouvelle menace : un millier de soldats mexicains traverse le Río Grande, prenant position à proximité de Fort Texas. Commandés par le général Pedro Ampudia, ces hommes se répartissent le long d'un bras mort du Río Grande. (Il se nomme aujourd'hui le Resaca de Fort Brown.)
Des soldats américains parviennent à se glisser hors du fort pour espionner les positions mexicaines, s'approchant suffisamment près pour observer que d'importantes forces de cavalerie et d'infanterie sont dangereusement proches. Il est clair que l'armée mexicaine est prête à donner l'assaut. Les efforts pour achever la dernière muraille n'en deviennent que plus urgents.
La reconnaissance établit également que l'armée mexicaine a stationné de l'artillerie le long du bras mort du fleuve. En tirant de concert avec leurs lourds canons situés sur l'autre rive du fleuve, les Mexicains tiendraient Fort Texas sous un feu croisé.

### 6 mai

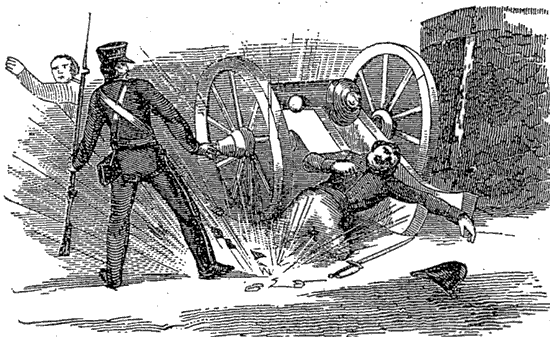
Le Major Jacob Brown est mortellement touché

Le 6 mai, l'attaque s'intensifie. Le fort est maintenant martelé par l'artillerie de trois côtés à la fois. Le commandant du fort, le Major Jacob Brown, supervise le feu d'un canon lorsqu'un obus s'écrase et explose, tout proche, déchiquetant sa jambe. Saignant abondamment, on le conduit à l'abri, ses officiers inquiets se pressent autour de lui. On rapporte que Brown leur dit alors: "Faites votre devoir. Restez à votre poste. Je ne suis que l'un de vous." Les chirurgiens décident que seule l'amputation a une chance de lui sauver la vie. 
Pendant ce temps le général Ampudia fait quelques essais tactiques. Il envoie un groupe d'hommes, comprenant des tireurs d'élite, s'approcher du fort. Ils dissimulent leur mouvements en avançant dans la ravine formée par le bras mort du Río Grande. Alors qu'ils approchent du fort, ils utilisent la berge du Río Grande pour se couvrir, mais les guetteurs du fort les aperçoivent et les canons du fort ouvrent le feu. Ils tuent un soldat mexicain et les autres se retirent rapidement. En voyant la précision du tir de l'artillerie ennemie, Ampudia conclut qu'un assaut sur le fort serait trop coûteux en hommes. Il décide donc de continuer le siège.

### 7 mai
Au soir du 7 mai, Fort Texas a subi cinq jours de bombardement intensif. Aucun des deux camps ne fait mine de vouloir abandonner le combat et il n'y a toujours aucun signe d'un prochain renfort pour les défenseurs. Ceux-ci ont terminé le dernier mur alors que les Mexicains poursuivent leur tir d'artillerie, avec quelques réponses sporadiques du fort.
Des officiers américains décident de prendre l'offensive. L'ingénieur chef Mansfield conduit furtivement un groupe hors du fort, s'approchant de quelques fortifications mexicaines et faisant sauter un remblai. Un autre groupe incendie des maisons occupées par des troupes mexicaines.
Ces incursions remontent sans doute le moral des troupes, mais elle ne bouleversent pas l'équilibre des forces. L'armée américaine voit chaque jour ses provisions diminuer et reste prisonnière du fort.
Sam Walker, le Texas Ranger, a malgré tout réussi à passer au travers de milliers de soldats mexicains et rejoint Port Isabel où il rapporte au général Taylor que les défenseurs tiennent bon, donnant le temps à Taylor d'améliorer la défense du dépôt et d'organiser les secours.

### 8 mai
Le 8 mai, Taylor marche sur Fort Texas avec une armée de 2 300 hommes et 250 chariots de ravitaillement. Sur sa route, à une douzaine de kilomètres au nord du fort, une armée mexicaine forte de 4 000 hommes, commandée par le général Mariano Arista, l'attend.
La bataille de Palo Alto va commencer, avec celle du Resaca de la Palma, elles décideront du sort de Fort Texas.

### Sources
- (en) David Nevin, The Mexican war, Alexandria, Time-Life Books, 1979, 240 p. (ISBN 978-0-809-42302-6, 978-0-809-42301-9 et 978-0-809-42300-2, OCLC 9098436).
- (en) K. Jack Bauer, The Mexican War, 1846-1848, New York, Macmillan, coll. « Wars of the United States », 1974, 454 p. (ISBN 978-0-025-07890-1).
- (en) US Military Accademy West Point
- (en) Fort Brown, Texas sur le site du National Park Service